# Araneus purus
Araneus purus este o specie de păianjeni din genul Araneus, familia Araneidae. A fost descrisă pentru prima dată de Simon, 1907. Conform Catalogue of Life specia Araneus purus nu are subspecii cunoscute.